# Carusufer

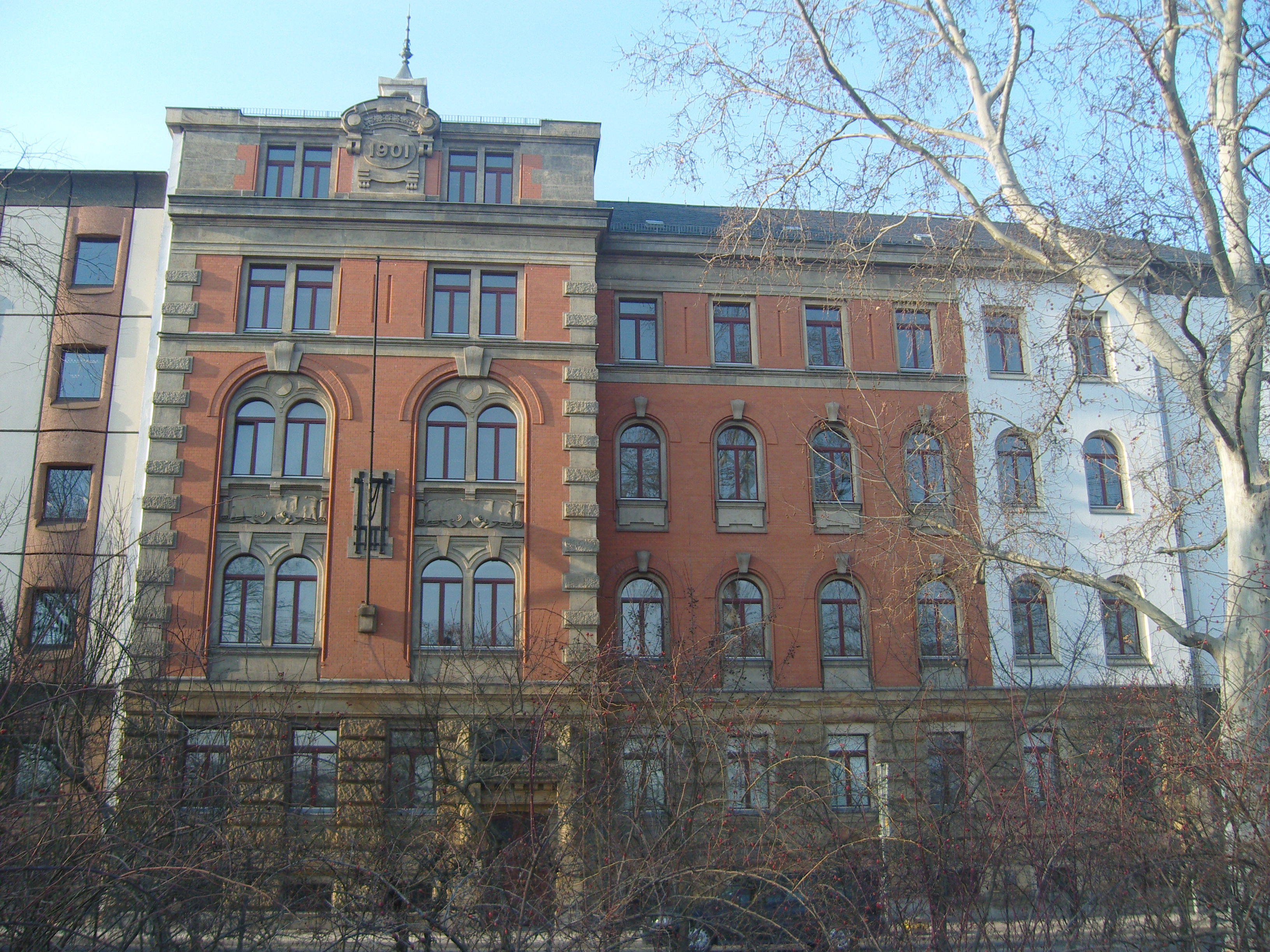
Denkmalgeschütztes Gebäude der Zollverwaltung am Carusufer 3–5

Carusufer ist eine Innerortsstraße in der Inneren Neustadt Dresdens. Sie verläuft an der elbabgewandten Seite des Rosengartens zum Rosa-Luxemburg-Platz. Zum Teil wird der Name auf den davorliegenden Abschnitt des Neustädter Elbufers übertragen. Benannt ist die Straße nach dem Arzt und Maler Carl Gustav Carus.

## Bedeutung für den Verkehr
Das Carusufer verläuft ufernah jedoch hochwassersicher als Parallele zur Melanchthonstraße und der Tieckstraße durch den Südosten der Inneren Neustadt. Querverbindungen bis zur Bautzner Straße sind (von Ost nach West) die Löwenstraße, die Lessingstraße, die Weintraubenstraße und die Hoyerswerdaer Straße.
Die auf halbem Weg einmündende Weintraubenstraße leitet den stadteinwärtigen Verkehr von der Bautzner Straße (B 6) über das Carusufer zum Rosa-Luxemburg-Platz, wo er über die Albertbrücke geführt wird. Bis zum Baubeginn im Sommer 2014 am Rosa-Luxemburg-Platz infolge der Albertbrückensanierung und -verbreiterung bestand eine Richtungsfahrbahn zur Wigardstraße (Anbindung am Carolaplatz an die Carolabrücke) sowie ein Abzweig zur Glacisstraße von untergeordneter Bedeutung. Aufgrund der Verkehrsführung am Rosa-Luxemburg-Platz gestattet einzig der Verkehrsweg Albertbrücke – Hoyerswerdaer Straße ein Abbiegen in das Carusufer.

## Geschichte
Die Straße war ursprünglich Teil eines elbnahen Jagdwegs des kurfürstlichen Hofs vom Schwarzen Tor zum Waldschlösschen und weiter in die Dresdner Heide, was ihr den Namen Fürstenweg einbrachte. Im 18. Jahrhundert hieß sie Stolpener Straße, seit den 1790er Jahren war der Name An der Elbe üblich. Im Jahr 1829 wurde der Name des Teilstücks zwischen der (heute nicht mehr durchgängigen) Hospitalstraße und der Glacisstraße in Wasserstraße geändert, seit 1840 trug ihn auch das östliche Wegstück bis zur Löwenstraße. Anfang des 20. Jahrhunderts war das Carusufer ein Teil der Arnimstraße (Wigardstraße), die ihren Namen nach dem Feldherrn des Dreißigjährigen Krieges Georg von Arnim (1583–1641) trug.
Zum 20. Jahrestag der Skagerrakschlacht erhielt 1936 der heutige Rosa-Luxemburg-Platz den Namen Skagerrakplatz, das Carusufer wurde nach dem Kommandeur der kaiserlichen Hochseeflotte in der Schlacht, Reinhard Scheer, in Admiral-Scheer-Ufer umbenannt. Nach Kriegsende erfolgte im September 1945 ein Namenswechsel bei Platz und Straße, Namenspatronen für Köbisplatz und Reichpietschufer waren die in der Antikriegsbewegung aktiven Matrosen Albin Köbis und Max Reichpietsch, die wegen Meuterei am 25./26. August 1917 zum Tod verurteilt und anderthalb Wochen später am 5. September erschossen wurden.
Nachdem der Rosa-Luxemburg-Platz bereits seit Ende 1991 diesen Namen trägt, erhielt am 25. Februar 1993 das Carusufer seinen heutigen Namen nach dem in Dresden tätigen Arzt und Maler Carl Gustav Carus (1789–1869).